# Anthomastus steenstrupi
Anthomastus steenstrupi är en korallart som beskrevs av Wright och Studer 1889. Anthomastus steenstrupi ingår i släktet Anthomastus och familjen läderkoraller. Inga underarter finns listade i Catalogue of Life.